# Adeline Ames
Adeline Sarah Ames (1879 - 1976) est une mycologue américaine spécialisée dans l'étude du mycélium,,.

## Biographie
Née le 6 octobre 1879 à Henderson, dans le comté de York, Nebraska, Adeline Ames est l'aînée des quatre enfants d'Elwyn Adeline Ames et Hettie Owen Adeline Ames. Elle fréquente l'Université du Nebraska (B.A., A.M., 1903) et obtient son doctorat de l'université Cornell en 1913. Elle décède à Long Beach, en Californie, le 11 février 1976.

## Carrière
En 1913, Adeline Ames occupe le poste de pathologiste forestier adjoint au département de l'industrie végétale à Washington, D.C.,. En 1918, elle travaille également avec George Francis Atkinson à Tacoma, dans l'État de Washington, pour collecter la flore des champignons charnus. De 1920 à 1941, elle est professeure de biologie au Sweet Briar College.

## Travaux scientifiques
En février 1913, alors qu'elle est étudiante diplômée à l'université Cornell, elle étudie la collection de Polyporaceae du jardin botanique de New York, en se référant particulièrement aux espèces présentes aux États-Unis. En 1913, elle publie l'article « A New Wood-Destroying Fungus » dans la Botanical Gazette où elle travaille avec Atkinson à Cornell en examinant des polypores collectés dans le bâtiment d'ingénierie de l'Alabama Polytechnic Institute poussant sur des boiseries. Le champignon est identifié comme une nouvelle espèce, Poria atrosporia, mycélium à coloration umbrin pâle au sein du substrat ou dans une couche superficielle trouvé sur du bois de conifères.